# Protosyncelle
Un protosyncelle (protosyncellus en latin ou en grec protosynkellos, πρωτοσύγκελλος), est le principal vicaire de l'évêque d'une éparchie pour l'exercice du pouvoir administratif dans une Église orthodoxe orientale ou dans les Églises catholiques de rite oriental. La position équivalente dans les églises de l'Occident chrétien est le vicaire général.
Historiquement, c'était le premier des syncelles, premier domestique du palais patriarcal de Constantinople, était comme le vicaire du patriarche. C'était un des premiers dignitaires ecclésiastiques de Constantinople.